# 斯皮克山
斯皮克山（Mount Speke）位于乌干达鲁文佐里山脉，是鲁文佐里山脉的第二高山峰。斯皮克山与斯坦利山和贝克山相连，三座山峰形成了一个三角形。附近的斯坦利山位于该山西南3.55 千米。

## 命名
早期的欧洲探险家在尼罗河源头搜索并发现此处，并将这座山以探险家约翰·汉宁·斯皮克命名（虽然他从来没有登上此峰）。

## 地理
斯皮克山的范围内的所有山都是锯齿状的山峰。山峰与高度分别是：维托里奥·埃马努埃莱峰4,890 m （16,042 ft）、安沙格纳峰4,865 m （15,961 ft）、约翰斯顿峰4,834 m （15,860 ft）、泰鼎峰4,572 m （15,000 ft）。

## 生物
斯皮克山的植被通常很浓密。也有许多野生动物，包括大象、黑猩猩、猴子、豹子和羚羊等。